# CARTOSAT-2B
CARTOSAT-2Bはインドの地球観測衛星。太陽同期軌道上に存在する。インド宇宙研究機関によって開発されたインドリモートセンシング衛星シリーズの16機目で、2010年7月12日にPSLVによって4つの副衛星と共に打ち上げられた。副衛星はアルジェリアの「ALSAT-2A」、トロント大学の「NLS 6.1」および「NLS 6.2」、インド学生による「STUDSAT」である。
衛星には解像度1m程度の、パンクロマチックカメラが搭載されており、都市や自然資源、軍事基地などを撮影する。